# 卡迪尔和凯尔
50°50′N 5°46′E / 50.833°N 5.767°E
卡迪尔和凯尔（荷兰语：Cadier en Keer，林堡语：Keer）是荷兰林堡省的一个小镇，是艾斯登-马赫拉滕市镇的一部分，位于马斯特里赫特以东5公里左右。
1828年前，卡迪尔是一个独立的直辖市，1828-1982年间，卡迪尔与马赫拉滕合并，更名为卡迪尔和凯尔，名字来源于卡迪尔（Cadier）和凯尔（Keer）两个独立的村庄。
2001年为止，卡迪尔和凯尔共有3187名居民。镇建成区面积为0.76平方公里，包含1332间住宅。

## 图册
|  |  |